# Marie-Anett Mey
Marie-Anett Mey (* 3. Juni 1971 in Paris) ist eine französische Sängerin. Bekannt wurde sie als Frontfrau der deutschen Dancefloor-Gruppe Fun Factory.

## Karriere
Sie gründete 1994 mit dem Rapper True die Musikgruppe „Darkness“. Sie hatten gemeinsam die Single In My Dreams veröffentlicht. Etwas später wurde Marie-Anett Mey die Frontfrau bei der Gruppe Fun Factory. Nach der Auflösung 1997 gründete sie mit Fun Factory-Mitglied Steve und Rapper Rodney Hardison das Trio Fun Affairs. Im Jahr 2000 veröffentlichte Marie-Anett Mey ihre Solo-Single Be The One.
Die Sängerin Balca Tözün soll sowohl bei Fun Factory als auch bei Darkness die echte Sängerin gewesen sein, Marie-Anett Mey nur das Gesicht.